# Panglica albastră

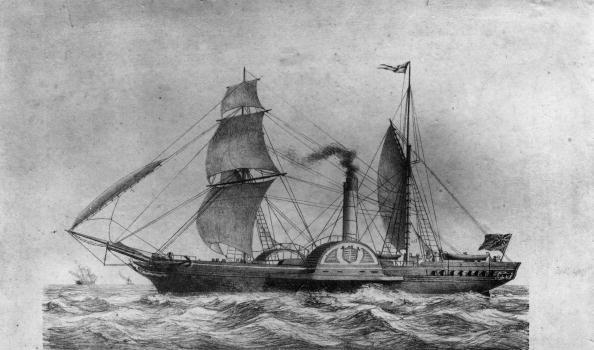
Nava Sirius 1838

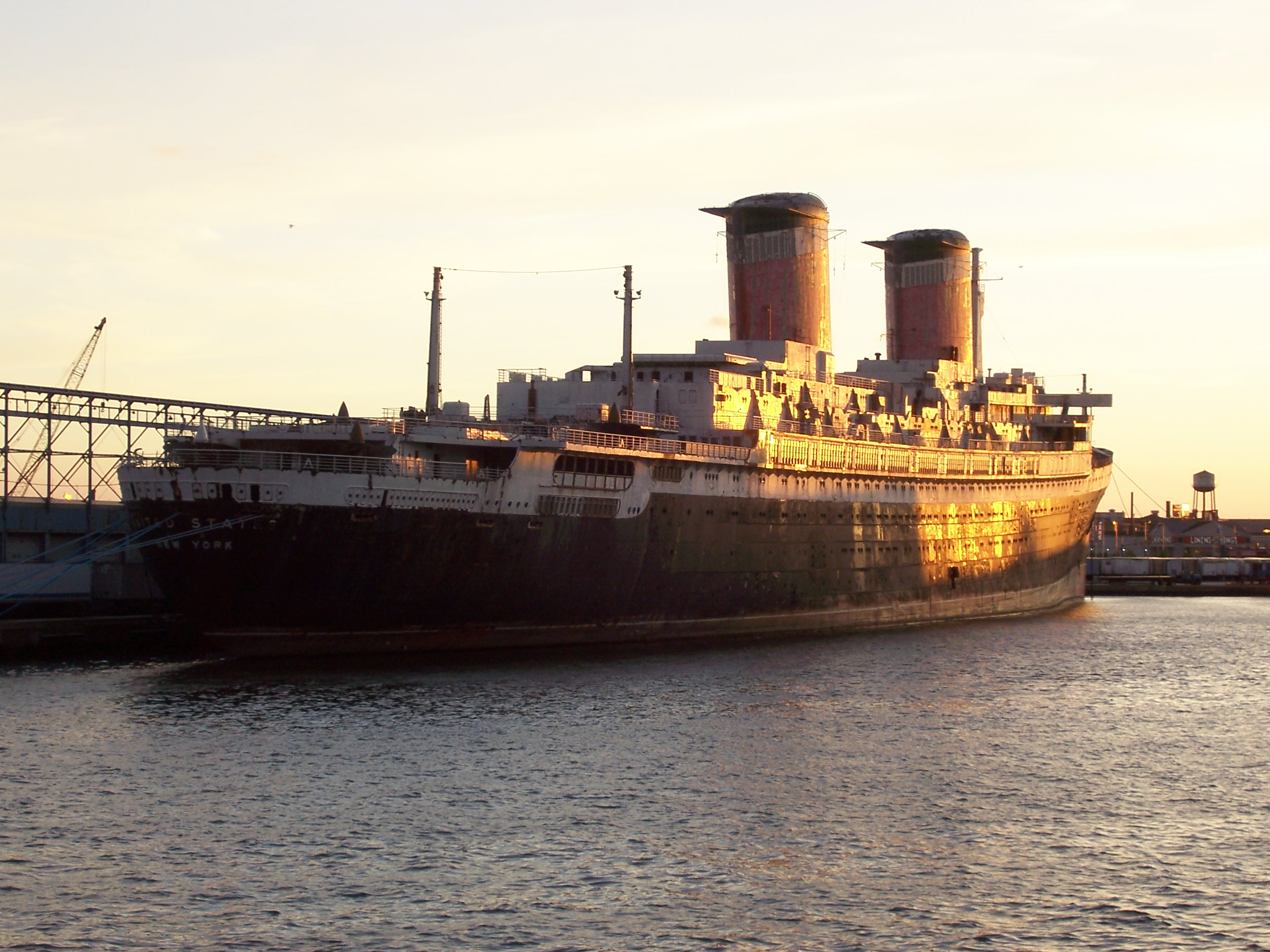
Nava United States 1952

Panglica albastră este un trofeu instituit de Cunard White Star Line, cea mai veche companie transatlantică engleză.
Se acordă celui mai rapid transatlantic care efectuează curse între Europa și SUA.
Constă dintr-un glob terestru din argint masiv pe care se grava succesiv numele navelor care realizau până în acel moment recordul de viteză în traversarea Oceanului Atlantic între Europa și America.
Primul trofeu a fost atribuit navei Sirius în 1838  la sosirea în New York, iar ultimul navei United States în 1952.
Panglica albastră se arborează doar în zilele festive.

## Traversare vestică
| Anul | Data                      | Nava                      | Companie                                | Țara           | Timp             | Viteza medie (Nd) |
| ---- | ------------------------- | ------------------------- | --------------------------------------- | -------------- | ---------------- | ----------------- |
| 1838 | 4 - 22 Aprilie            | Sirius                    | British & American Steam Navigation Co. | Marea Britanie | 18 z 14 h 22 min | 8,03              |
| 1838 | 8 - 23 Aprilie            | Great Western             | Great Western Steamship Company         | Marea Britanie | 15 z 12 h        | 8,66              |
| 1838 | 2 - 17 Iunie              | Great Western             | Great Western Steamship Company         | Marea Britanie | 14 z 16 h        | 8,92              |
| 1839 | 18 - 31 Mai               | Great Western             | Great Western Steamship Company         | Marea Britanie | 13 z 12 h        | 9,52              |
| 1841 | 4 - 15 Iunie              | RMS Columbia              | Cunard Line                             | Marea Britanie | 10 z 19 h        | 9,78              |
| 1843 | 29 Aprilie - 11 Mai       | Great Western             | Great Western Steamship Company         | Marea Britanie | 12 z 18 h        | 10,03             |
| 1845 | 19 - 29 Iulie             | RMS Cambria               | Cunard Line                             | Marea Britanie | 9 z 20 h 30 min  | 10,71             |
| 1848 | 3 - 12 Iunie              | America                   | Cunard Line                             | Marea Britanie | 9 z 0 h 16 min   | 11,71             |
| 1848 | 14 - 23 Octombrie         | Europa                    | Cunard Line                             | Marea Britanie | 8 z 23 h         | 11,79             |
| 1850 | 18 - 27 Mai               | Asia                      | Cunard Line                             | Marea Britanie | 8 z 14 h 50 min  | 12,25             |
| 1850 | 11 - 21 Septembrie        | Pacific                   | Collins Line                            | S.U.A.         | 10 z 4 h 45 min  | 12,46             |
| 1851 | 6 - 16 August             | RMS Baltic                | Collins Line                            | S.U.A.         | 9 z 19 h 26 min  | 12,91             |
| 1854 | 28 Iunie - 7 Iulie        | RMS Baltic                | Collins Line                            | S.U.A.         | 9 z 16 h 52 min  | 13,04             |
| 1856 | 19 - 29 Aprilie           | Persia                    | Cunard Line                             | Marea Britanie | 9 z 16 h 16 min  | 13,11             |
| 1863 | 19 - 27 Iulie             | Scoția                    | Cunard Line                             | Marea Britanie | 8 z 3 h          | 14,46             |
| 1872 | 17 - 25 Mai               | SS Adriatic               | White Star Line                         | Marea Britanie | 7 z 23 h 17 min  | 14,53             |
| 1875 | 30 Iulie - 7 August       | Germanic                  | White Star Line                         | Marea Britanie | 7 z 23 h 7 min   | 14,65             |
| 1875 | 17 - 25 Septembrie        | SS City of Berlin         | Inman Line                              | Marea Britanie | 7 z 18 h 2 min   | 15,21             |
| 1876 | 27 Octombrie - 4 novembre | HMHS Britannic            | White Star Line                         | Marea Britanie | 7 z 13 h 11 min  | 15,43             |
| 1877 | 6 - 13 Aprilie            | Germanic                  | White Star Line                         | Marea Britanie | 7 z 11 h 37 min  | 15,76             |
| 1882 | 9 - 16 Aprilie            | SS Alaska                 | Guion Line                              | Marea Britanie | 7 z 6 h 20 min   | 16,07             |
| 1882 | 14 - 21 mai               | SS Alaska                 | Guion Line                              | Marea Britanie | 7 z 4 h 12 min   | 16,67             |
| 1882 | 18 - 25 Iunie             | SS Alaska                 | Guion Line                              | Marea Britanie | 7 z 1 h 58 min   | 16,98             |
| 1883 | 29 Aprilie - 6 mai        | SS Alaska                 | Guion Line                              | Marea Britanie | 6 z 23 h 48 min  | 17,05             |
| 1884 | 13 - 19 Aprilie           | SS Oregon                 | Guion Line                              | Marea Britanie | 6 z 10 h 10 min  | 18,56             |
| 1885 | 16 - 22 August            | Etruria                   | Cunard Line                             | Marea Britanie | 6 z 5 h 31 min   | 18,73             |
| 1885 | 29 mai - 4 Iunie          | Umbria                    | Cunard Line                             | Marea Britanie | 6 z 4 h 12 min   | 19,22             |
| 1888 | 27 mai - 2 Iunie          | Etruria                   | Cunard Line                             | Marea Britanie | 6 z 1 h 55 min   | 19,56             |
| 1889 | 2 - 8 mai                 | SS City of Paris          | Inman Line                              | Marea Britanie | 5 z 23 h 7 min   | 19,95             |
| 1889 | 22 - 28 August            | SS City of Paris II       | Inman Line                              | Marea Britanie | 5 z 19 h 18 min  | 20,01             |
| 1891 | 30 Iulie - 5 August       | SS Majestic               | White Star Line                         | Marea Britanie | 5 z 18 h 8 min   | 20,10             |
| 1891 | 13 - 19 August            | SS Teutonic               | White Star Line                         | Marea Britanie | 5 z 16 h 31 min  | 20,35             |
| 1892 | 20 - 27 Iulie             | City of Paris II          | Inman Line                              | Marea Britanie | 5 z 15 h 58 min  | 20,48             |
| 1892 | 13 - 18 Octombrie         | City of Paris II          | Inman Line                              | Marea Britanie | 5 z 14 h 24 min  | 20,70             |
| 1893 | 18 - 23 Iunie             | Campania                  | Cunard Line                             | Marea Britanie | 5 z 15 h 37 min  | 21,12             |
| 1894 | 12 - 17 August            | Campania                  | Cunard Line                             | Marea Britanie | 5 z 9 h 29 min   | 21,44             |
| 1894 | 26 - 31 August            | Lucania                   | Cunard Line                             | Marea Britanie | 5 z 8 h 38 min   | 21,65             |
| 1894 | 23 - 28 Septembrie        | Lucania                   | Cunard Line                             | Marea Britanie | 5 z 7 h 48 min   | 21,75             |
| 1894 | 21 - 26 Octombrie         | Lucania                   | Cunard Line                             | Marea Britanie | 5 z 7 h 23 min   | 21,81             |
| 1898 | 30 Martie - 3 Aprilie     | Kaiser Wilhelm der Grosse | Norddeutscher Lloyd                     | Germania       | 5 z 20 h         | 22,29             |
| 1900 | 6 - 12 Iulie              | Deutschland               | HAPAG                                   | Germania       | 5 z 15 h 46 min  | 22,42             |
| 1900 | 26 August - 1 Septembrie  | Deutschland               | HAPAG                                   | Germania       | 5 z 12 h 29 min  | 23,02             |
| 1900 | 26 Iulie - 1 August       | Deutschland               | HAPAG                                   | Germania       | 5 z 16 h 12 min  | 23,06             |
| 1902 | 10 - 16 Septembrie        | Kronprinz Wilhelm         | Norddeutscher Lloyd                     | Germania       | 5 z 11 h 57 min  | 23,09             |
| 1903 | 2 - 8 Septembrie          | Deutschland               | HAPAG                                   | Germania       | 5 z 11 h 54 min  | 23,15             |
| 1907 | 6 - 10 Octombrie          | RMS Lusitania             | Cunard Line                             | Marea Britanie | 4 z 19 h 52 min  | 23,99             |
| 1908 | 17 - 21 Mai               | RMS Lusitania             | Cunard Line                             | Marea Britanie | 4 z 20 h 22 min  | 24,83             |
| 1908 | 5 - 10 Iulie              | RMS Lusitania             | Cunard Line                             | Marea Britanie | 4 z 19 h 36 min  | 25,01             |
| 1909 | 8 - 12 August             | RMS Lusitania             | Cunard Line                             | Marea Britanie | 4 z 16 h 40 min  | 25,65             |
| 1909 | 26 - 30 Septembrie        | RMS Mauretania            | Cunard Line                             | Marea Britanie | 4 z 10 h 51 min  | 26,06             |
| 1929 | 17 - 22 Iulie             | SS Bremen                 | Norddeutscher Lloyd                     | Germania       | 4 z 17 h 42 min  | 27,83             |
| 1930 | 20 - 25 Martie            | SS Europa                 | Norddeutscher Lloyd                     | Germania}      | 4 z 17 h 6 min   | 27,91             |
| 1933 | 27 Iunie - 2 Iulie        | SS Europa                 | Norddeutscher Lloyd                     | Germania       | 4 z16 h 48 min   | 27,92             |
| 1933 | 11 - 16 August            | Rex                       | Italian Line                            | Italia         | 4 z13 h 58 min   | 28,92             |
| 1935 | 30 Mai - 3 Iunie          | SS Normandie              | Compagnie générale transatlantique      | Franța         | 4 z 3 h 2 min    | 29,98             |
| 1936 | 20 - 24 August            | RMS Queen Mary            | Cunard - White Star Line                | Marea Britanie | 4 z 0 h 27 min   | 30,14             |
| 1937 | 29 Iulie - 2 August       | SS Normandie              | Compagnie générale transatlantique      | Franța         | 3 z 23 h 2 min   | 30,58             |
| 1938 | 4 - 8 August              | RMS Queen Mary            | Cunard - White Star Line                | Marea Britanie | 3 z 21 h 48 min  | 30,99             |
| 1952 | 11 - 15 Iulie             | United States             | United States Lines                     | S.U.A.         | 3 z 12 h 12 min  | 34,51             |

## Traversare estică
| Anul | Data                       | Nava                      | Companie                                           | Țara           | Timp             | Viteza medie (Nd) |
| ---- | -------------------------- | ------------------------- | -------------------------------------------------- | -------------- | ---------------- | ----------------- |
| 1838 | 1 - 19 Mai                 | Sirius                    | British & American Steam Navigation Co.            | Marea Britanie | 18 z             | 7,31              |
| 1838 | 7 - 22 Mai                 | Great Western             | Great Western Steamship Company                    | Marea Britanie | 14 z 15 h 59 min | 9,14              |
| 1838 | 25 Iunie - 8 Iulie         | Great Western             | Great Western Steamship Company                    | Marea Britanie | 12 z 16 h 34 min | 10,17             |
| 1841 | 4 - 14 August              | Britannia                 | Cunard Line                                        | Marea Britanie | 9 z 21 h 44 min  | 10,98             |
| 1842 | 28 Aprilie - 11 mai        | Great Western             | Great Western Steamship Company                    | Marea Britanie | 12 z 7 h 30 min  | 10,99             |
| 1843 | 4 - 14 Aprilie             | RMS Columbia              | Cunard Line                                        | Marea Britanie | 9 z 12 h         | 11,11             |
| 1843 | 18 - 27 Mai                | Hibernia                  | Cunard Line                                        | Marea Britanie | 9 z 10 h 44 min  | 11,18             |
| 1843 | 18 - 27 Iulie              | Hibernia                  | Cunard Line                                        | Marea Britanie | 8 z 22 h 44 min  | 11,82             |
| 1849 | 19 - 28 Iulie              | Canada                    | Cunard Line                                        | Marea Britanie | 8 z 12 h 44 min  | 12,38             |
| 1851 | 10 - 20 Mai                | Pacific                   | Collins Line                                       | S.U.A.         | 9 z 20 h 14 min  | 13,03             |
| 1852 | 7 - 17 Februarie           | Arctic                    | Collins Line                                       | S.U.A.         | 9 z 17 h 15 min  | 13,06             |
| 1856 | 2 - 12 Aprilie             | Persia                    | Cunard Line                                        | Marea Britanie | 9 z 10 h 22 min  | 13,46             |
| 1856 | 14 - 23 Mai                | Persia                    | Cunard Line                                        | Marea Britanie | 9 z 3 h 24 min   | 13,89             |
| 1856 | 6 - 15 August              | Persia                    | Cunard Line                                        | Marea Britanie | 8 z 23 h 19 min  | 14,15             |
| 1863 | 16 - 24 Decembrie          | Scotia                    | Cunard Line                                        | Marea Britanie | 8 z 5 h 42 min   | 14,16             |
| 1869 | 4 - 12 Decembrie           | SS City of Brussels       | Inman Line                                         | Marea Britanie | 7 z 20 h 33 min  | 14,74             |
| 1873 | 11 - 19 Ianuarie           | SS Baltic                 | White Star Line                                    | Marea Britanie | 7 z 20 h 9 min   | 15,09             |
| 1875 | 2 - 10 Octombrie           | SS City of Berlin         | Inman Line                                         | Marea Britanie | 7 z 15 h 28 min  | 15,37             |
| 1876 | 5 - 13 Februarie           | Germanic                  | White Star Line                                    | Marea Britanie | 7 z 15 h 17 min  | 15,79             |
| 1876 | 16 - 24 Decembrie          | SS Britannic              | White Star Line                                    | Marea Britanie | 7 z 12 h 41 min  | 15,94             |
| 1879 | 22 - 29 Iulie              | SS Arizona                | Guion Line                                         | Marea Britanie | 7 z 8 h 11 min   | 15,96             |
| 1882 | 30 Mai - 6 Iunie           | SS Alaska                 | Guion Line                                         | Marea Britanie | 6 z 22 h         | 16,81             |
| 1882 | 12 - 19 Septembrie         | SS Alaska                 | Guion Line                                         | Marea Britanie | 6 z 18 h 37 min  | 17,10             |
| 1884 | 29 Martie - 5 Aprilie      | Oregon                    | Guion Line                                         | Marea Britanie | 7 z 2 h 18 min   | 17,12             |
| 1884 | 26 Aprilie - 3 Mai         | Oregon                    | Guion Line                                         | Marea Britanie | 6 z 16 h 57 min  | 18,09             |
| 1884 | 30 Iulie - 6 August        | Oregon                    | Cunard Line                                        | Marea Britanie | 6 z 12 h 54 min  | 18,18             |
| 1884 | 3 - 10 Septembrie          | Oregon                    | Cunard Line                                        | Marea Britanie | 6 z 11 h 9 min   | 18,39             |
| 1885 | 1 - 7 August               | Etruria                   | Cunard Line                                        | Marea Britanie | 6 z 9 h          | 18,44             |
| 1885 | 7 - 14 Iulie               | Etruria                   | Cunard Line                                        | Marea Britanie | 6 z 4 h 50 min   | 19,36             |
| 1885 | 29 Martie - 5 Aprilie      | Etruria                   | Cunard Line                                        | Marea Britanie | 6 z 9 h          | 18,44             |
| 1889 | 15 - 22 Mai                | SS City of Paris          | Inman Line                                         | Marea Britanie | 6 z 0 h 29 min   | 20,03             |
| 1892 | 17 - 23 August             | SS City of New York       | Inman Line                                         | Marea Britanie | 5 z 19 h 57 min  | 20,11             |
| 1893 | 6 - 12 Mai                 | Campania                  | Cunard Line                                        | Marea Britanie | 5 z 17 h 27 min  | 21,30             |
| 1894 | 6 - 12 Mai                 | Lucania                   | Cunard Line                                        | Marea Britanie | 5 z 13 h 28 min  | 21,81             |
| 1894 | 2 - 8 Iunie                | Lucania                   | Cunard Line                                        | Marea Britanie | 5 z 12 h 59 min  | 21,90             |
| 1895 | 18 - 24 Mai                | Lucania                   | Cunard Line                                        | Marea Britanie | 5 z 11 h 40 min  | 22                |
| 1897 | 23 - 29 Noiembrie          | Kaiser Wilhelm der Grosse | Norddeutscher Lloyd                                | Germania       | 5 z 17 h 23 min  | 22,33             |
| 1900 | 18 - 24 Iulie              | Deutschland               | Compagnie transatlantique Hambourg-America (HAPAG) | Germania       | 5 z 15 h 5 min   | 22,84             |
| 1900 | 4 - 10 Septembrie          | Deutschland               | HAPAG                                              | Germania       | 5 z 7 h 38 min   | 23,36             |
| 1901 | 13 - 19 Iunie              | Deutschland               | Compagnie transatlantique Hambourg-America (HAPAG) | Germania       | 5 z 11 h 51 min  | 23,38             |
| 1901 | 10 - 17 Iulie              | Deutschland               | Compagnie transatlantique Hambourg-America (HAPAG) | Germania       | 5 z 11 h 5 min   | 23,51             |
| 1904 | 14 - 20 Iunie              | Kaiser Wilhelm II         | Norddeutscher Lloyd                                | Germania       | 5 z 11 h 58 min  | 23,58             |
| 1907 | 19 - 24 Octombrie          | RMS Lusitania             | Cunard Line                                        | Marea Britanie | 4 z 22 h 53 min  | 23,61             |
| 1907 | 30 Noiembrie - 5 Decembrie | RMS Mauretania            | Cunard Line                                        | Marea Britanie | 4 z 22 h 33 min  | 23,69             |
| 1908 | 25 - 30 Ianuarie           | RMS Mauretania            | Cunard Line                                        | Marea Britanie | 5 z 2 h 41 min   | 23,90             |
| 1908 | 7 - 12 Martie              | RMS Mauretania            | Cunard Line                                        | Marea Britanie | 5 z 0 h 5 min    | 24,42             |
| 1909 | 3 - 8 Februarie            | RMS Mauretania            | Cunard Line                                        | Marea Britanie | 4 z 20 h 27 min  | 25,16             |
| 1909 | 17 - 22 Martie             | RMS Mauretania            | Cunard Line                                        | Marea Britanie | 4 z 18 h 35 min  | 25,61             |
| 1909 | 5 - 10 Mai                 | RMS Mauretania            | Cunard Line                                        | Marea Britanie | 4 z 18 h 11 min  | 25,70             |
| 1909 | 16 - 21 Iunie              | RMS Mauretania            | Cunard Line                                        | Marea Britanie | 4 z 17 h 21 min  | 25,88             |
| 1924 | 20 - 25 August             | RMS Mauretania            | Cunard Line                                        | Marea Britanie | 5 z 1 h 49 min   | 26,25             |
| 1929 | 27 Iulie - 1 August        | SS Bremen                 | Norddeutscher Lloyd                                | Germania       | 4 z 14 h 30 min  | 27,91             |
| 1933 | 10 - 15 Iunie              | SS Bremen                 | Norddeutscher Lloyd                                | Germania       | 4 z 16 h 15 min  | 28,51             |
| 1935 | 7 - 11 Iunie               | SS Normandie              | Compagnie générale transatlantique                 | Franța         | 4 z 3 h 25 min   | 30,31             |
| 1936 | 26 - 30 August             | RMS Queen Mary            | Cunard - White Star Line                           | Marea Britanie | 3 z 23 h 57 min  | 30,63             |
| 1937 | 18 - 22 Martie             | SS Normandie              | Compagnie générale transatlantique                 | Franța         | 4 z 0 h 6 min    | 30,99             |
| 1937 | 4 - 8 August               | SS Normandie              | Compagnie générale transatlantique                 | Franța         | 3 z 22 h 7 min   | 31,20             |
| 1938 | 10 - 14 August             | RMS Queen Mary            | Cunard - White Star Line                           | Marea Britanie | 3 z 20 h 42 min  | 31,69             |
| 1952 | 3 - 7 Iulie                | United States             | United States Lines                                | S.U.A.         | 3 z 10 h 40 min  | 35,59             |